# Chủ nghĩa thực chứng tại Ba Lan
Chủ nghĩa thực chứng tại Ba Lan là một phong trào văn hóa xã hội nhằm xác định tư tưởng tiến bộ trong văn học và khoa học xã hội của Ba Lan khi chia cắt, sau khi cuộc khởi nghĩa năm 1863 chống lại quân đội của Đế quốc Nga bị đàn áp. Thời kỳ Thực chứng kéo dài đến đầu thế kỷ XX, và là tiền đề cho sự ra đời của phong trào Ba Lan Trẻ hiện đại.

## Tổng quan
Sau hậu quả của cuộc nổi dậy năm 1863, nhiều người Ba Lan bắt đầu có suy nghĩ rằng giành độc lập từ Đế quốc Nga, Vương quốc Phổ và Áo-Hung bằng vũ lực là một sự hoang đường.
"Chủ nghĩa thực chứng" tại Ba Lan xuất phát từ triết lý của Auguste Comte. Phần lớn hệ tư tưởng của nó lấy cảm hứng từ các tác phẩm của học giả và nhà khoa học Anh như Herbert Spencer và John Stuart Mill. Những người theo chủ nghĩa thực chứng Ba Lan chủ trương nghe theo lý trí hơn là cảm xúc. Họ tin rằng độc lập chỉ có thể giành lại được một cách dần dần, phải "xây dựng từ nền tảng" (tức phải xây dựng một cơ sở hạ tầng và giáo dục công chúng) và thông qua praca organiczna (tạm dịch: Công việc hữu cơ) cho phép xã hội Ba Lan hoạt động như một xã hội hữu cơ (theo khái niệm của Herbert Spencer).

## Nhiệm vụ của Chủ nghĩa thực chứng tại Ba Lan
Một trong những nhà triết học hàng đầu Ba Lan về chủ nghĩa thực chứng, đó là tiểu thuyết gia, nhà văn viết truyện ngắn Bolesław Prus (tác giả của Placówka, Lalka, Emancypantki). Ông dặn dò đồng bào của mình rằng vị trí của Ba Lan xác lập trên thế giới phụ thuộc sự đóng góp của dân tộc Ba Lan cho tiến bộ khoa học, công nghệ, kinh tế và văn hóa nhân loại.
Những người theo chủ nghĩa thực chứng Ba Lan giải quyết các vấn đề xã hội bao gồm việc thiết lập quyền bình đẳng cho tất cả các tầng lớp trong xã hội, đặc biệt là nông dân và phụ nữ; sự đồng hóa văn hóa dân tộc thiểu số Do Thái tại Ba Lan; tỷ lệ mù chữ trong bối cảnh trường học Ba Lan bị đóng cửa do bị chiếm đóng; bảo vệ người dân Ba Lan ở vùng mà Đức cai trị.
Những người theo chủ nghĩa thực chứng đã xem công việc, là cách thực sự để duy trì bản sắc dân tộc Ba Lan và thể hiện tinh thần yêu nước mang tính xây dựng, chứ không phải các cuộc nổi dậy mang tính bạo lực,. Nhà văn Aleksander Swiętochowski (biên tập viên của Prawda), khẳng định rằng hầu như tất cả "các vấn đề lớn ẩn giấu trong tính cốt lõi của nhân loại có thể chỉ cần giải quyết bằng biện pháp giáo dục, và giáo dục này phải bắt buộc." 

## Tác giả nổi bật
| Nhà văn và tiểu thuyết gia - Adam Asnyk (1838-1897) - Adolf Dygasiński (1839-1902) - Eliza Orzeszkowa (1841-1910) - Maria Konopnicka (1842-1910) - Henryk Sienkiewicz (1846-1916; Giải Nobel, 1905) - Bolesław Prus (1847-1912) - Wiktor Gomulicki (1848-1919) - Aleksander Swiętochowski (1849-1938) - Antoni Sygietyński (1850-1923) - Teodor Jeske-Choiński (1854-1920) - Gabriela Zapolska (1857-1921) - Maria Rodziewiczówna (1863-1944) Nhà thơ: - Adam Asnyk (1838-1897) - Felicjan Faleński (1825-1910) - Maria Ilnicka (1825 hoặc 1827-1897) - Aleksander Michaux (1839-1895) - Wacław Rolicz-Lieder | Nhà viết kịch: - Adam Asnyk (1838-1897) - Michał Bałucki (1837-1901) - Józef Bliziński (1827-1893) - Felicjan Faleński (1825-1910) - Edward Lubowski (1837-1923) - Józef Narzymski (1839-1872) - Zygmunt Sarnecki (1837-1922) - Józef Szujski (1835-1883) - Aleksander Swiętochowski (1849-1938) - Kazimierz Zalewski (1849-1919) - Gabriela Zapolska (1857-1921) Các nhà triết học và phê bình - Franciszek Krupiński (1836-98) - Adolf Dygasiński (1839-1902) - Piotr Chmielowski (1848-1904) - Władysław Mieczysław Kozłowski (1858-1935) - Julian Ochorowicz (1850-1917) - Marian Massonius (1862-1945) |